# Alkamenes

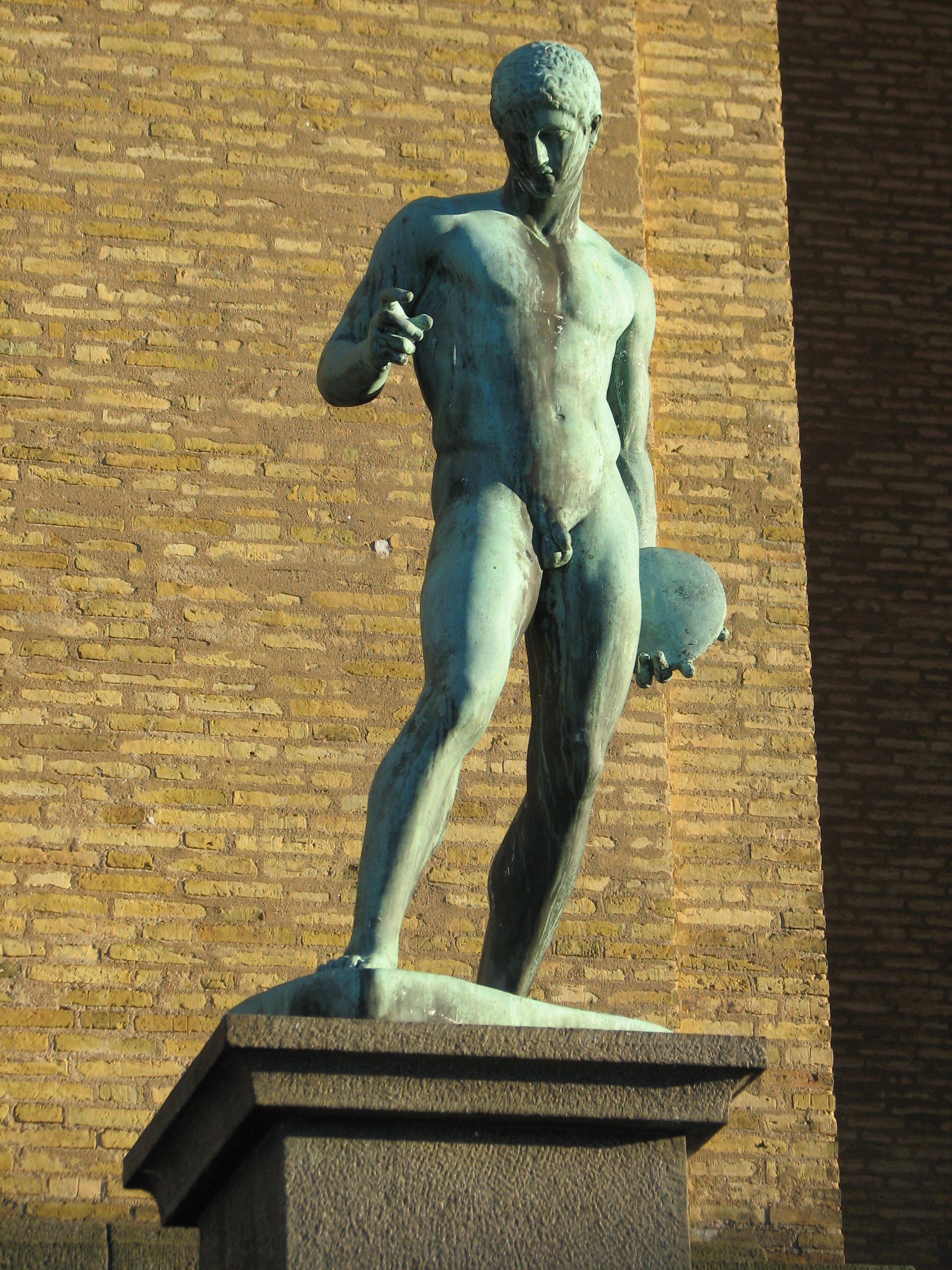
Kopia av Alkamenes Diskuskastare utanför Göteborgs konstmuseum.

Alkamenes (grekiska Ἀλκαμένης, latin Alcamenes), var en grekisk bildhuggare i Aten under senare hälften av 400-talet f.Kr.. 
Alkamedes var Fidias mest framstående lärjunge och utförde företrädesvis gudabilder. Sannolikt deltog han i arbetena på Parthenon. Inga av hans egna verk finns bevarade, men hans berömda Afrodite-staty kan kännas igen i en efterbildning i Louvren. En annan efterbildning efter ett av Alkamenes verk anser man sig ha upptäckt i en Stående diskuskastare i Vatikanen, men till skillnad mot Myrons bekanta bild ej framställd under själva slungandet, utan ännu lugnt stående, beräknande sitt kast. Han skapade även nya Hekate-, Asklepios- och Hefaistostyper.